# زهرا یزدانی
زهرا یزدانی چراتی (زادهٔ ۱۲ مهر ۱۳۷۷ در جویبار، مازندران) کشتی‌گیر اهل ایران است.
او در بازی‌های آسیایی داخل سالن و هنرهای رزمی ۲۰۱۷ به مدال طلای مسابقات کشتی آلیش کلاسیک دست یافته‌است. زهرا یزدانی اولین فرد ایرانی است که موفق شده مدال طلای کشتی سنتی بانوان در بازی‌های داخل سالن را به دست آورد. وی در بازی فینال، حریفی از ازبکستان را شکست داد. او دختردایی رضا یزدانی و خواهر امیرمحمد یزدانی از کشتی‌گیران آزادکار سرشناس ایرانی است.